# Natatolana endota
Natatolana endota är en kräftdjursart som beskrevs av Bruce1986. Natatolana endota ingår i släktet Natatolana och familjen Cirolanidae. Inga underarter finns listade i Catalogue of Life.